# 結志街

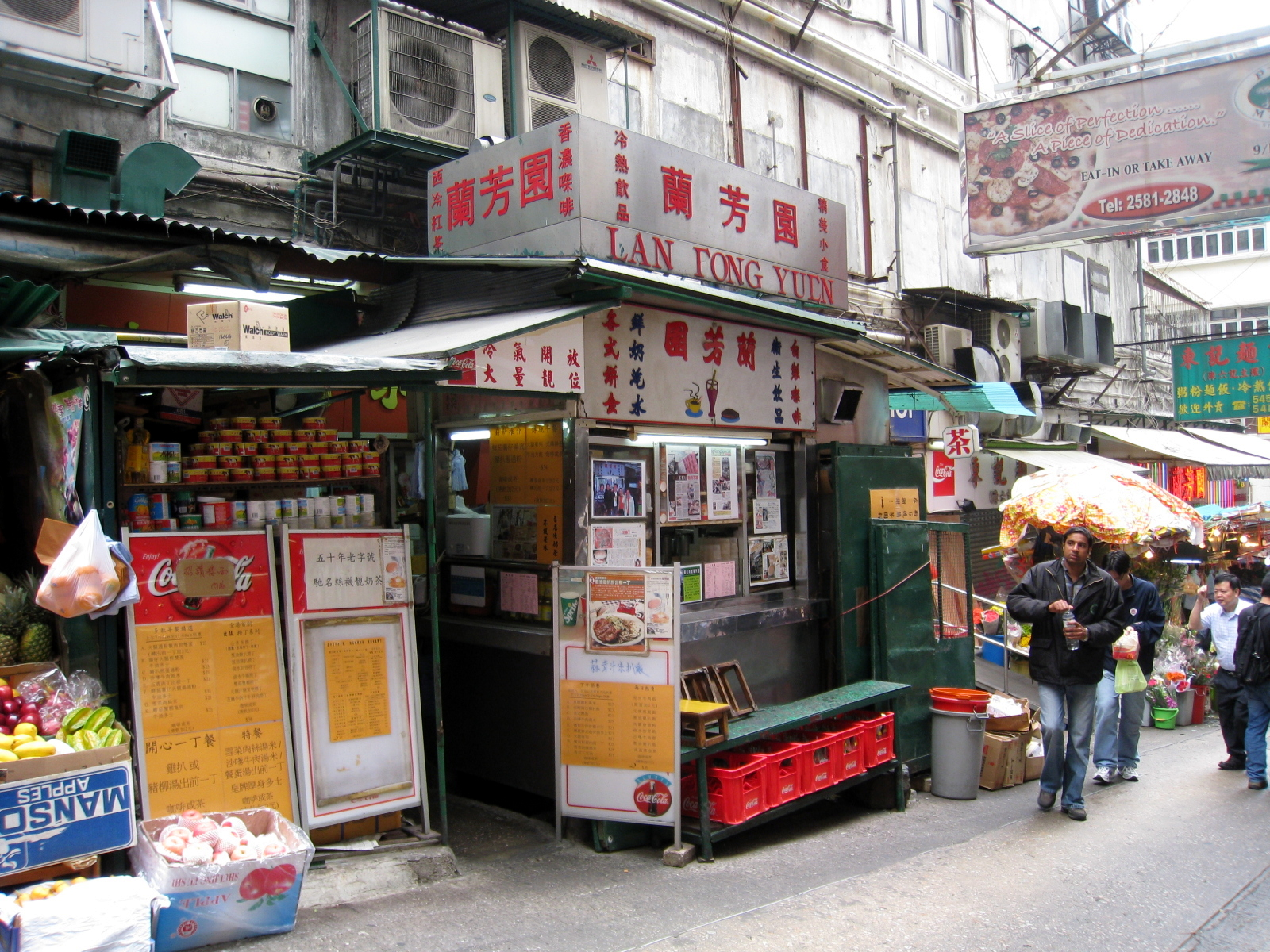
位於結志街街頭的蘭芳園茶餐廳

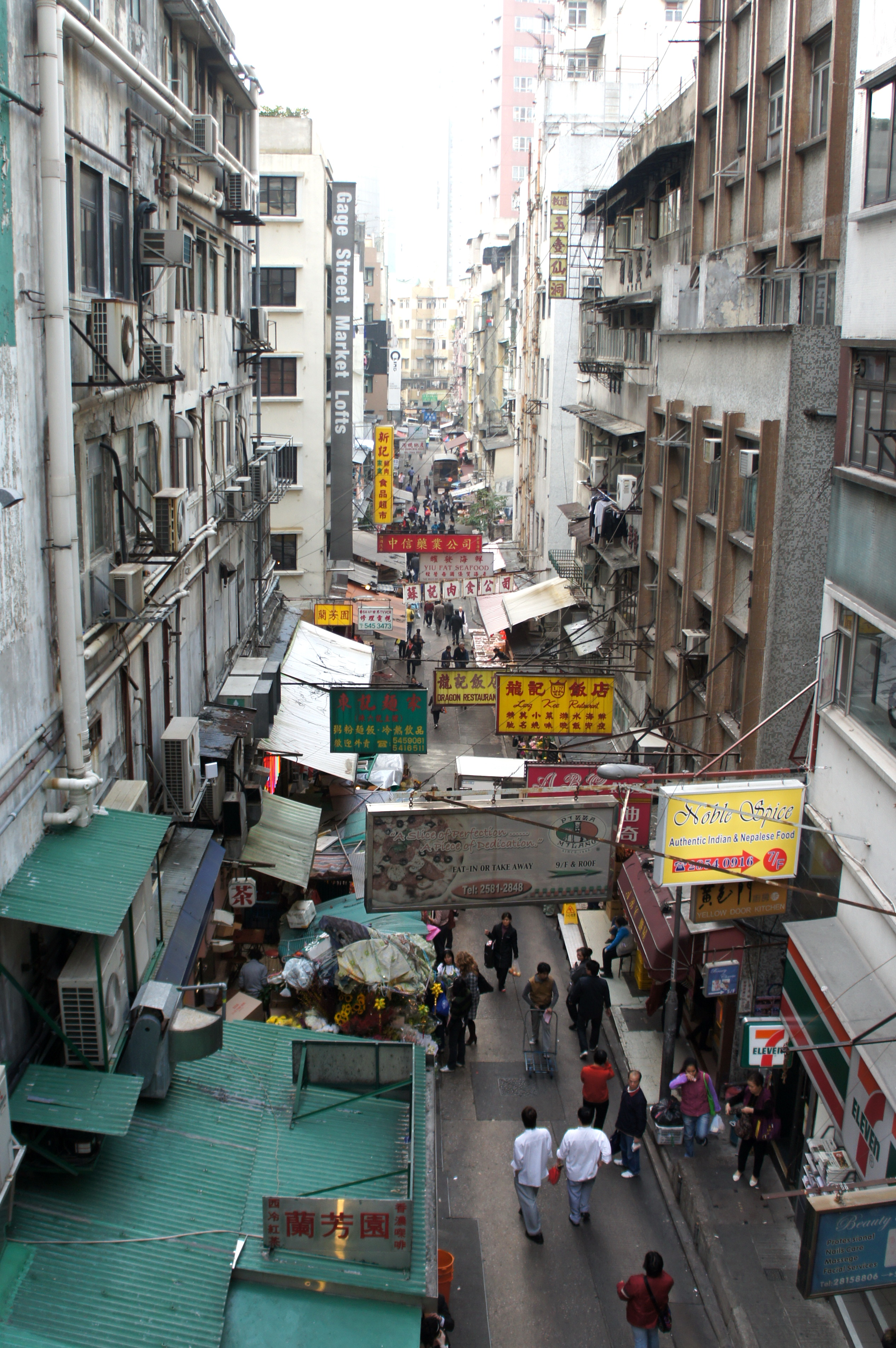
從中環至半山自動扶梯望向西北方的結志街，左下方為結志街2號的蘭芳園街邊檔口

結志街（英語：Gage Street）在香港中環，它在近中環至半山自動扶梯系統處，有一家常見於香港文化及本土飲食雜誌的茶餐廳，名叫蘭芳園。
結志街是中環的街市區，街上沿途有不少街邊賣濕貸的小商販，包括賣鮮魚蝦蟹的、粮油雜貨、雞鴨鵝、旦、菜、瓜、生果、豬牛羊肉，有新鮮的，也有凍肉。

## 歷史
20世紀初孫中山策劃興中會反清起義時期，革命先鋒楊衢雲創立的香港革命基地輔仁文社亦位於結志街。

## 重建計劃
市建局建議發展項目包括三個地盤(地盤A、B及C)，用作住宅、商業、酒店及零售用途，並提供社區設施以及公共休憩空間。兩幢住宅大樓將建於地盤A及B，酒店及辦公大樓則設於地盤C；零售活動將集中在三個地盤的平台，其中特別預留地盤B的部分空間用作售賣新鮮食品，以加強項目與現有市集的協同作用。重建計劃設公共休憩空間，配合露天廣場及綠化用地，將連貫三個地盤的中心帶。設於地盤A的住宅基座將設多用途活動會堂，讓地區組織舉行社區活動。
地盤B預計將於2017年落成，地盤A及C預計將於2021年落成。

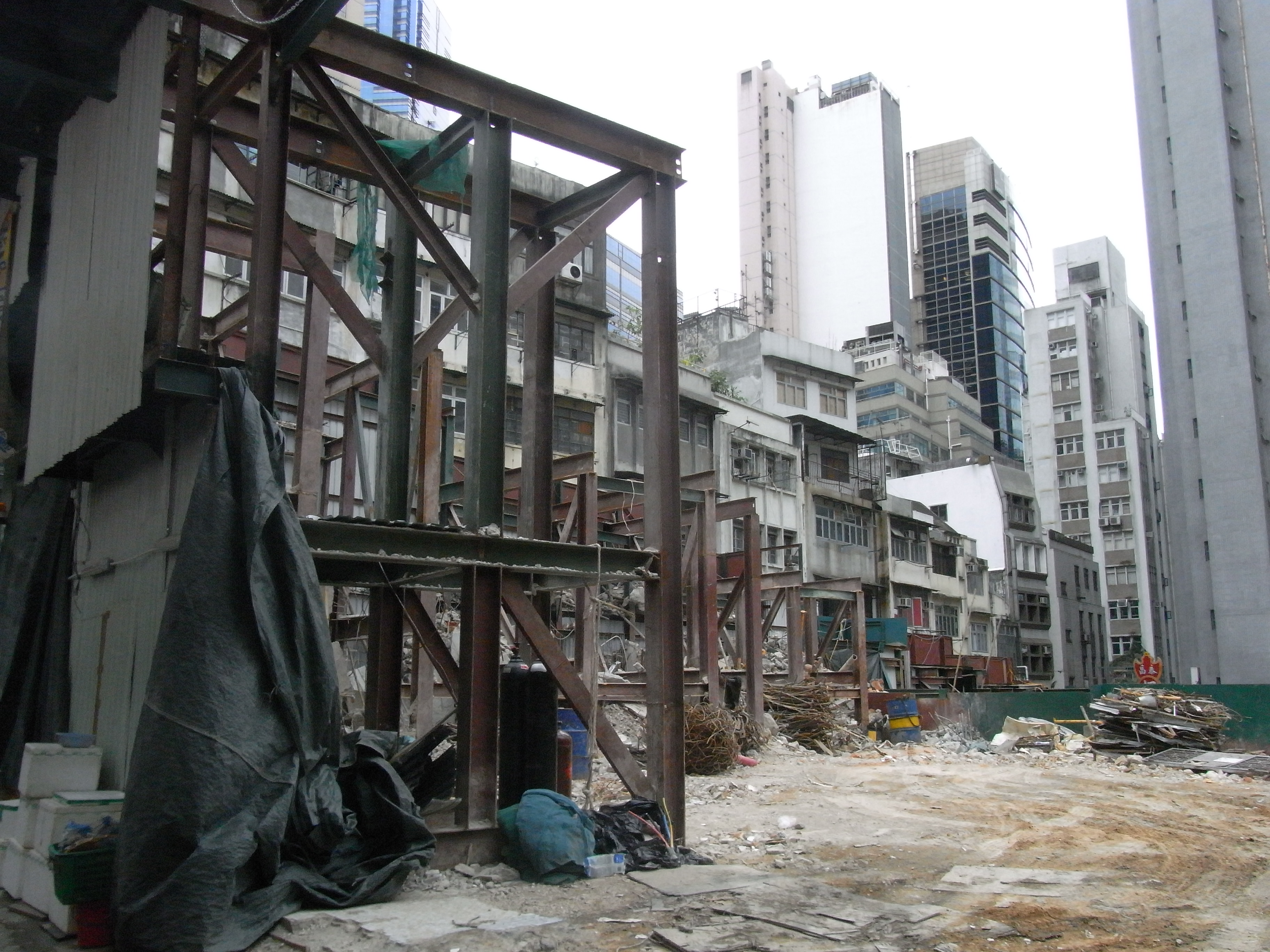
嘉咸街重建發展項目（2012年）
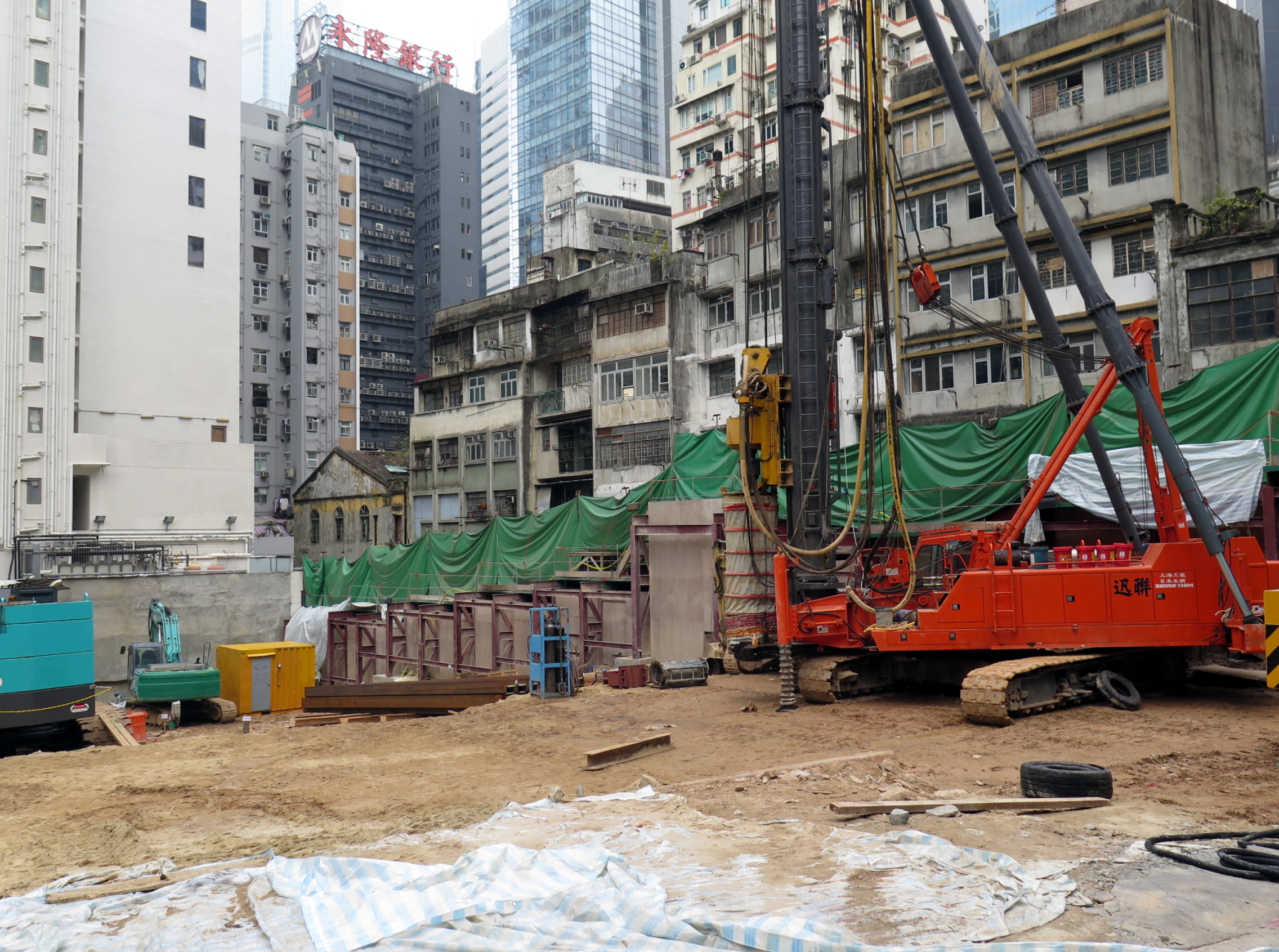
嘉咸街重建發展項目（2015年）
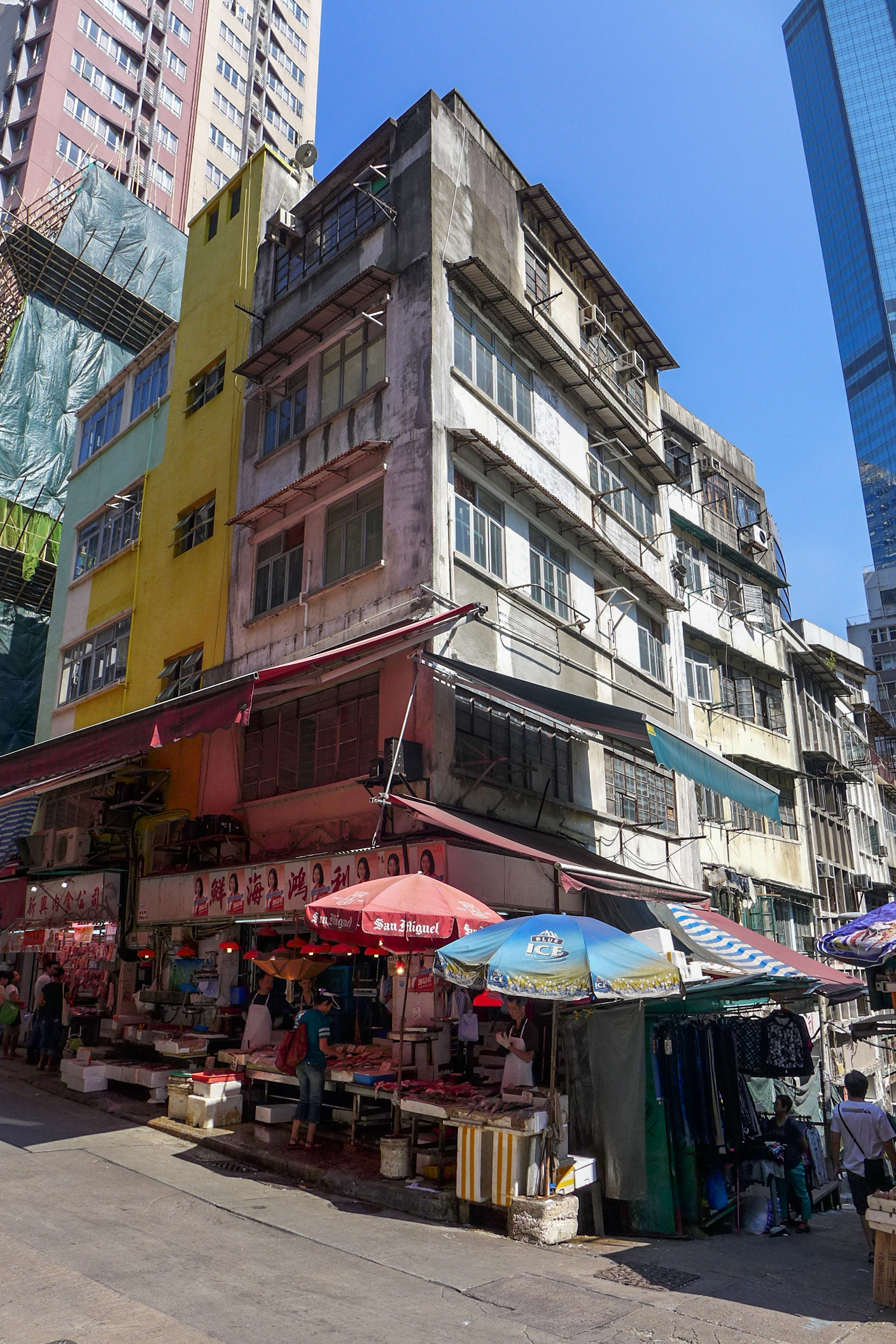
結志街與卑利街交界的舊樓，到2016年拆缷
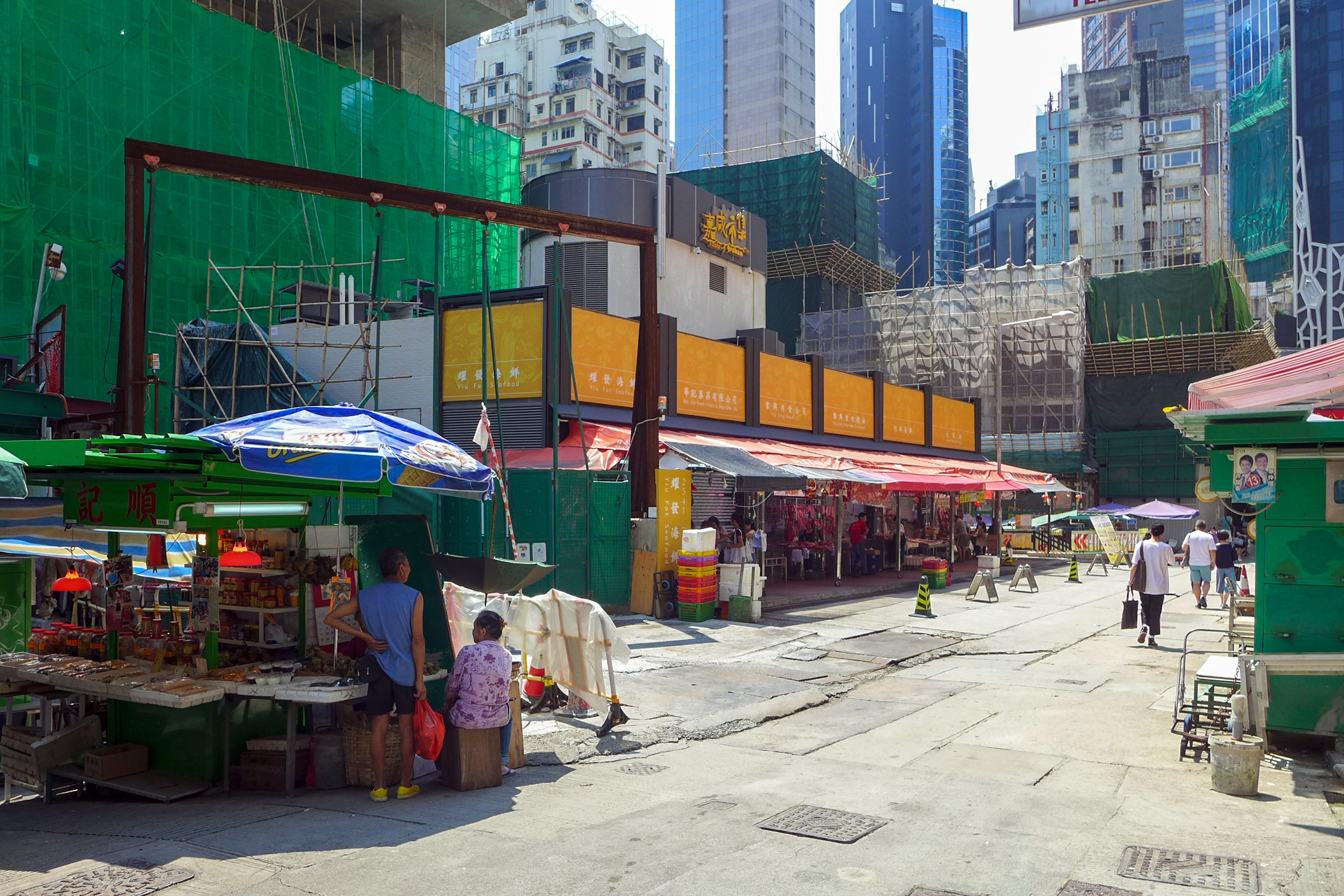
2016年11月開設的嘉咸市集以「鮮貨零售中心」示人，原定於2015年中落成，最後延期約1年才落成
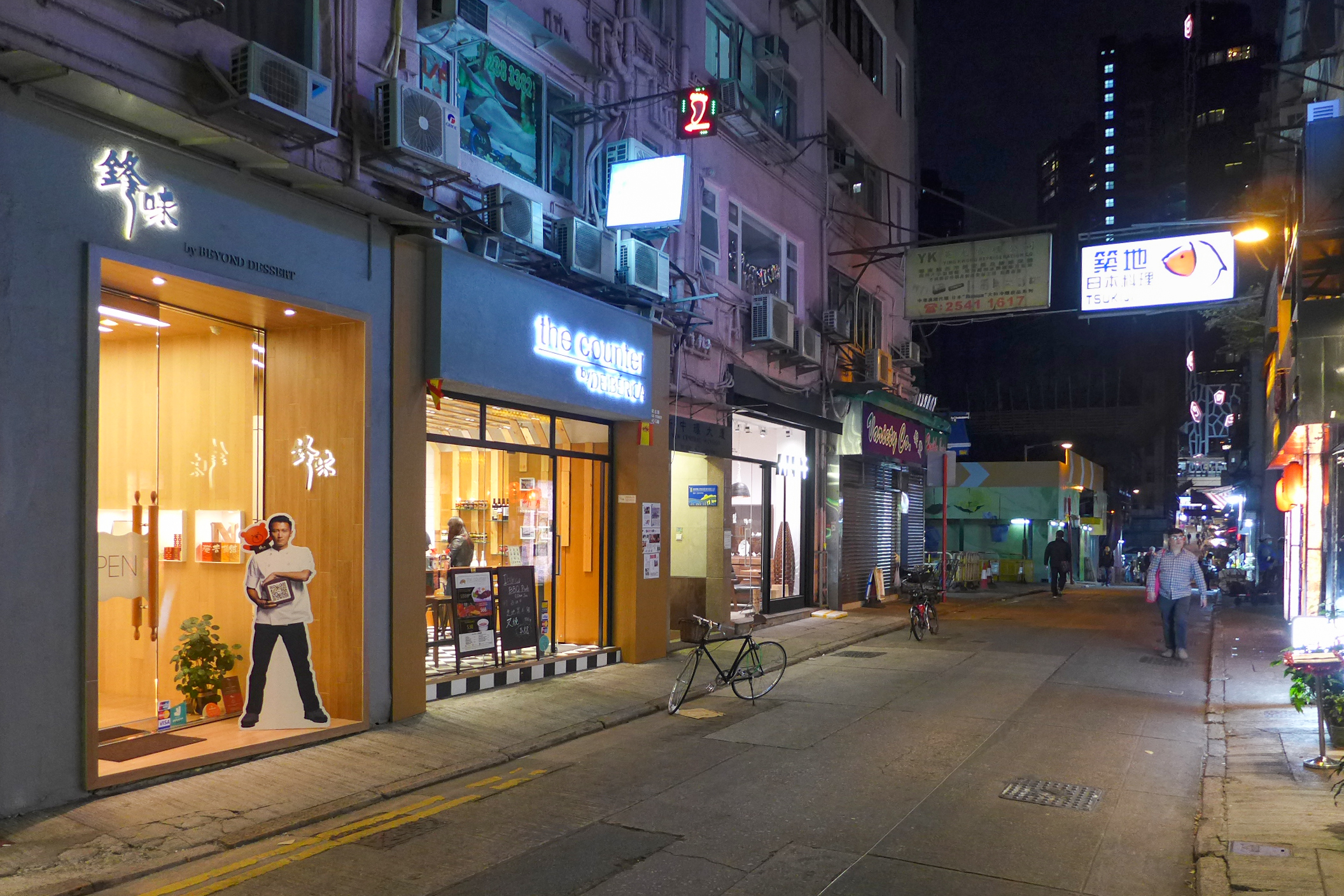
2016年起，結志街開設高檔路線的餐廳和商店

## 相關
- 擺花街
- 閣麟街
- 嘉咸街

## 外部連線
- BBC: 香港結志街即將面臨拆遷 （页面存档备份，存于）
- 特色: 一個開放式的街市，兩旁有各式攤檔和店鋪，由中環至半山自動扶手電梯可以方便到達於此。
- 市建局卑利街╱嘉咸街重建發展項目，範圍包括:[永久] 卑利街、嘉咸街、結志街、威靈頓街、閣麟街、吉士笠街、士他花利街和乾秀里。

1. ↑  .   [2015-04-03]. （原始内容存档于2017-10-01）.